# Bernadette (molen)
De Bernadette is een korenmolen in Nieuw-Wehl in de Nederlandse provincie Gelderland.
De molen werd in 1861 gebouwd en onderging restauraties in 1965 en 1996. In laatstgenoemd jaar werd de molen weer compleet maalvaardig opgeleverd.
De roeden van de molen zijn 21,50 meter lang en zijn voorzien van het Van Busselsysteem, op de binnenroede met Beckerskleppen (een variant op het systeem van Ten Have) en op de buitenroede in combinatie met zeilen. De particuliere eigenaar is tevens vrijwillig molenaar en zet de molen geregeld in bedrijf.